# Municipio de Jefferson (condado de Ashe)
El municipio de Jefferson (en inglés: Jefferson Township) es un municipio ubicado en el  condado de Ashe en el estado estadounidense de Carolina del Norte. En el año 2010 tenía una población de 4.718 habitantes.

## Geografía
El municipio de Jefferson se encuentra ubicado en las coordenadas 36°25′23.45″N 81°25′51.37″O / 36.4231806, -81.4309361.